# Radical Something
Radical Something è una band indipendente composta da Alex Lagemann (Loggy), Josh Hallbauer (Josh Cocktail), e Michael Costanzo (Big Red). Secondo Billboard.com il trio "miscela hip-hop e rock con un'atmosfera californiana"

## Carriera
Loggy e Big Red, entrambi ex giocatori di football americano presso l'università di Berkeley in California, hanno incontrato Josh Cocktail in uno studio di registrazione di New York nel 2011. Il 26 febbraio 2012 i Radical Something hanno pubblicato l'EP No Sweat, raggiungendo la posizione numero 6 sulla classifica di iTunes nella categoria 'overall album chart'. No Sweat ha anche raggiunto la posizione numero 9 nella Billboard Heatseeker Album Chart e la posizione numero 33 nella Billboard Independent Albums Chart.

## Formazione
- Alex Lagemann – voce principale, chitarra (2011-present)
- Josh Hallbauer – voce principale (2011-present)
- Mike Costanzo - basso, chitarra, tastiera, percussioni, voce di background (2011-present)

## Discografia

### Album
- We Are Nothing (2011)
- Ride it Out (2013)

### EP
- No Sweat (2012)

### Raccolte
- Summer of Rad (2012)
- Take a Hit (2012)